# Carruba (stacja kolejowa)
Carruba (wł. Stazione di Carruba) – stacja kolejowa w Carruba, w prowincji Katania, w regionie Sycylia, we Włoszech. Stacja znajduje się na linii Mesyna – Syrakuzy.
Według klasyfikacji RFI ma kategorię brązową.

## Linie kolejowe
- Linia Mesyna – Syrakuzy